# Vakansija
Vakansija (Вакансия) è un film del 1981 diretto da Margarita Mikaėljan.

## Trama
Il film racconta di un giovane uomo onesto e sposato, nipote di uno zio influente, che non usa la sua posizione di vantaggio.